# Drużynowy Puchar Polski na Żużlu 1996
Drużynowy Puchar Polski na Żużlu 1996 – 8. edycja Drużynowego Pucharu Polski, organizowanych przez Polski Związek Motorowy. Rozegrano cztery rundy eliminacyjne oraz finał. W finale wystartowały trzy najlepsze drużyny Drużynowego Pucharu Polski z poprzedniego sezonu oraz zwycięzca rund eliminacyjnych – Apator-DGG Toruń.

## Finał
- Gorzów Wielkopolski, 5 września 1996
- Sędzia: Jan Banasiak

| Msc |                                                                                     | Drużyna / Zawodnik                                          | Biegi                   | Punkty |
| --- | ----------------------------------------------------------------------------------- | ----------------------------------------------------------- | ----------------------- | ------ |
| 1   |                                                                                     | Apator-DGG Toruń                                            | Apator-DGG Toruń        | 40     |
| 1   | Tomasz Bajerski Jacek Krzyżaniak Mirosław Kowalik Wiesław Jaguś Tomasz Świątkiewicz | (3,3,3,3,3) (2,1,3,2,w/u) (1,d,2,3,0) (3,3,1,3,1) ns        | 15 8 6 11 –             |        |
| 2   |                                                                                     | Stal-Pergo Gorzów Wlkp.                                     | Stal-Pergo Gorzów Wlkp. | 36     |
| 2   | Marek Hućko Piotr Paluch Ryszard Franczyszyn Piotr Świst Robert Flis                | (3,2,2,0,2) (1,–,1,3,2) (1,2,2,1,2) (3,2,3,2,1) (–,1,–,–,–) | 9 7 8 11 1              |        |
| 3   |                                                                                     | Atlas-Polsat Wrocław                                        | Atlas-Polsat Wrocław    | 33     |
| 3   | Piotr Baron Dariusz Śledź Piotr Protasiewicz Wojciech Załuski Krzysztof Zieliński   | (2,3,1,2,2) (2,0,0,–,3) (2,3,1,1,3) (1,1,0,2,3) (–,–,–,1,–) | 10 5 10 7 1             |        |
| 4   |                                                                                     | Unia Tarnów                                                 | Unia Tarnów             | 11     |
| 4   | Jacek Rempała Robert Kużdżał Janusz Wawrzonek Tomasz Rempała Brak zawodnika         | (0,2,3,1,0) (0,0,d,ns,1) (0,1,ns,0,1) (d,0,2,0,0) –         | 6 1 2 –                 |        |